# Chloropoea drucei
Chloropoea drucei är en fjärilsart som beskrevs av Butler 1874. Chloropoea drucei ingår i släktet Chloropoea och familjen praktfjärilar. Inga underarter finns listade i Catalogue of Life.